# Gębice (Czarnków)
Gębice (deutsch Gembitz) ist ein Dorf in der Landgemeinde Czarnków im  Powiat Czarnkowsko-Trzcianecki (Czarnikau-Schönlanke) in der Woiwodschaft Großpolen, Polen.

## Geographische Lage
Gębice liegt etwa 40 Kilometer südlich der Stadt Piła (Schneidemühl) und zehn Kilometer östlich der Stadt Czarnikau. In etwa zehn Kilometern Entfernung fließt im Westen der Ortschaft die Netze (Notec) vorbei. Die Entfernung zum Dorf Sarbia (Sarben) beträgt 5,2 Kilometer.

## Geschichte

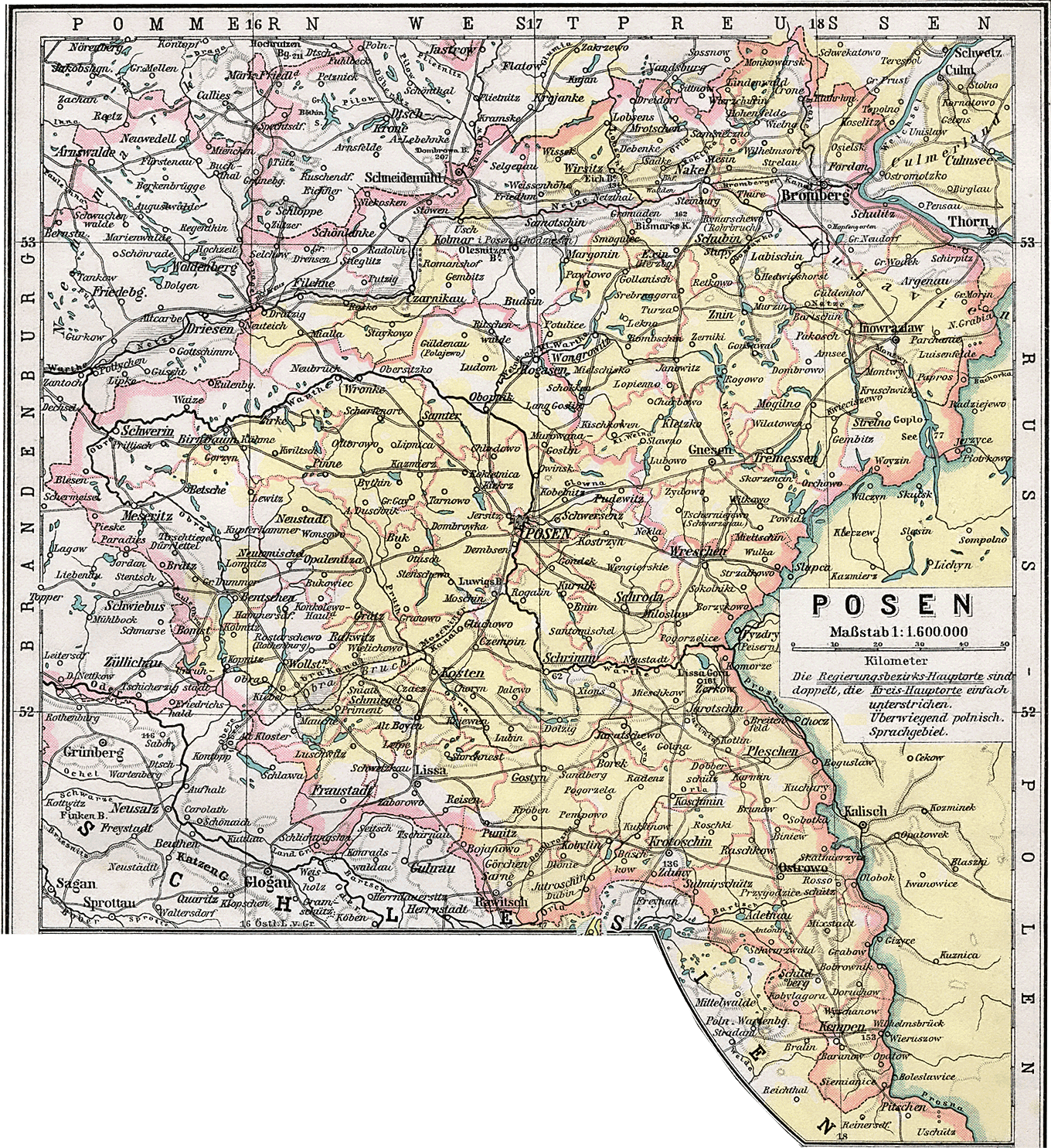
Gembitz nördlich der Stadt Posen und südlich der Stadt Schneidemühl auf einer Landkarte der Provinz Posen von 1905 (gelb markierte Flächen kennzeichnen Gebiete mit seinerzeit mehrheitlich polnischsprachiger Bevölkerung).

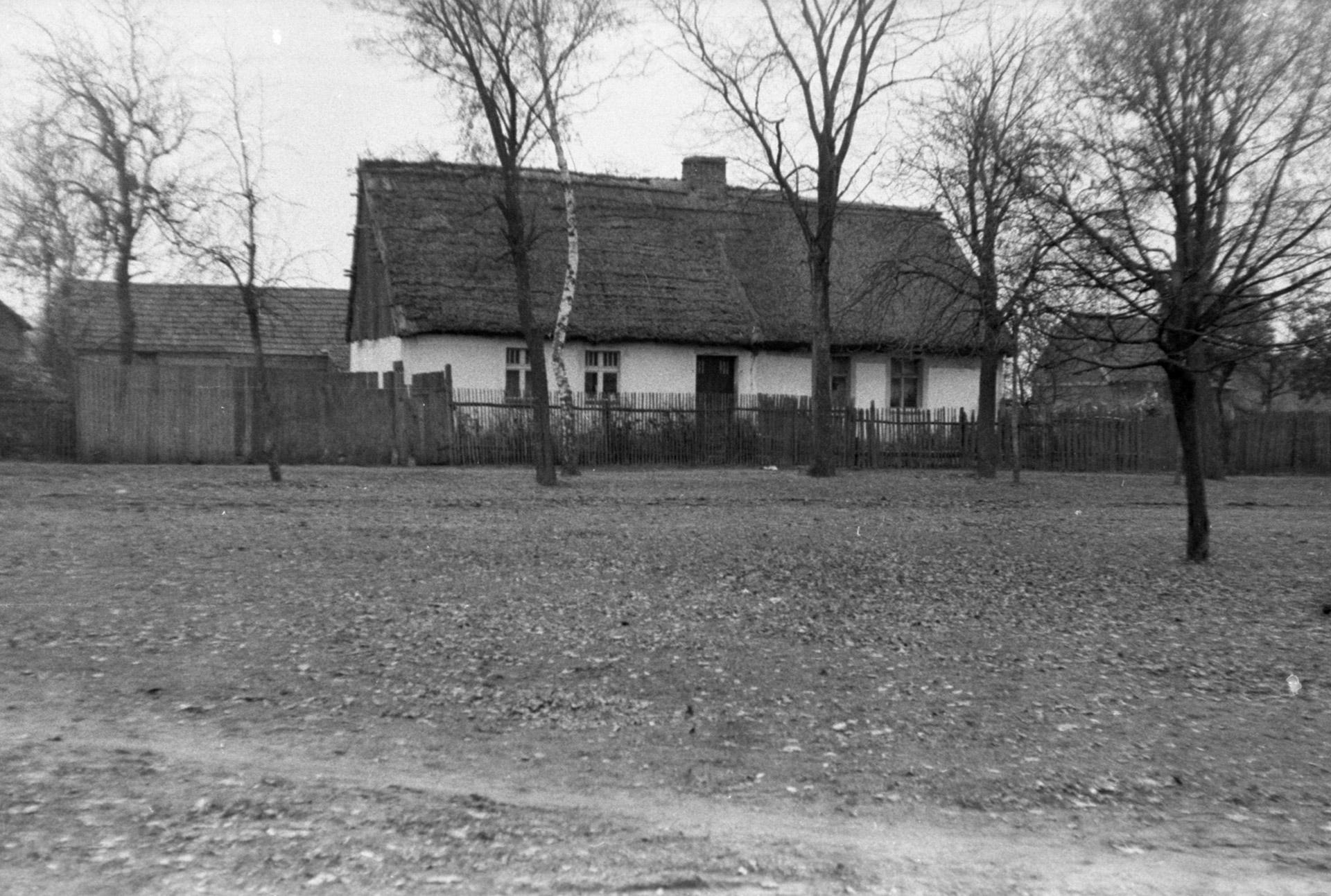
Gehöft in Gembitz

Gembitz war im 19. Jahrhundert ein Dorf und Rittergut. Das Dorf hatte eine evangelische Pfarrkirche und eine evangelische Schule. Um die Mitte des 19. Jahrhunderts gab es in dem Gutsdorf einen bedeutenden Mahlmühlenbetrieb. 1854 saß ein Paliszewski auf Gembitz.
Das Dorf und Rittergut gehörte bis 1920 zum Landkreis Czarnikau in der Provinz Posen des Deutschen Reichs, musste dann jedoch aufgrund der Bestimmungen des Versailler Vertrags an die Zweite Polnische Republik abgetreten werden.
1939 wurde Gembitz von der deutschen Wehrmacht besetzt und anschließend völkerrechtswidrig in den Reichsgau Wartheland eingegliedert, zu dem es bis 1945 gehörte. Gegen Ende des Zweiten Weltkriegs wurde die Ortschaft von der Roten Armee besetzt; nach Kriegsende wurde sie der Verwaltung der Volksrepublik Polen übergeben.

## Kirchspiel
Um die Mitte des 19. Jahrhunderts  gehörten die Protestanten  in Gembitz zum evangelischen  Kirchspiel Gramsdorf (Bukowiec). 1865 wurde der Hilfslehrer Friedrich Kühn aus Niepruszewo bei Buck als Kantor an der evangelischen Pfarrkirche in Gembitz angestellt. 1881 wurde Heinrich Berthold Wenig zum Pfarrer der Gemeinden Gembitz, Gembitz Hauland und Fitzerie gewählt, der zuvor das Pfarramt provisorisch verwaltet hatte.
Die Katholiken in Gembitz gehörten zum katholischen Kirchspiel Czarnikau.

## Einwohnerzahlen
- 1861: 900[2]
- 1885: 922[7]